# Румиколька
Румиколька (возможно от кечуанского rumi камень, qullqa, qulqa хранилище, склад) археологический памятник в Перу. Расположен в регионе Куско, провинция Киспиканчи, район Лукре. Румиколька находится рядом с археологическим комплексом Пикильякта, восточнее озера Уакарпай.

## Теории о назначении врат Румиколька
Фольклор

Согласно одной из легенд, рассказываемых в Куско, когда люди уари пришли в эти земли и построили монументальный город Пикильякту им стали требоваться значительные объемы воды для снабжения своих поселений. Один из лидеров уари решил устроить соревнование, и пообещал отдать свою дочь в жены тому, кто сможет обеспечить Пикильякту водой. Двое мужчин, один из куско другой из Пуно, вызвались решить эту задачу. В итоге человек из Куско решил устроить большой канал от озера Лагуна Уакарпай, для чего ему нужно было преодолеть одно из ущелий, так и появился один из величайших акведуков древнего Перу.
Теория врат

Первоначально считалось, что Румиколька были возвигнуты уари как врата на границе их владений. Позже, инки расширили эту постройку используя фундаменты уари. Эти врата должны были разделять четыре «суйю», или региона, Инкской империи. В частности врата Румиколька разделяли северный регион Куско и южный регион Пуно. Так как они находились на главной дороге, соединяющей два региона, все путешественники обязаны были платить взнос Инкам. Эта теория также предполагает что именно Инки устроили акведук на вершине врат. Этим можно объяснить то, что основное тело Румиколька сложено в технике уари из обломков камней, а затем облицовано отшлифованными блоками в стиле инков.
Теория акведука

Самая современная теория заключается в том, что акведук изначально был построен уари, как и сказано в легенде. Инки в дальнейшем присоединили эти территории к своей империи и модернизировали строение. Это наиболее рациональное объяснение, и, как утверждает палео-гидролог Кеннет Райт, основа конструкции несомненно воздвигнута уари, а канал на её вершине не мог быть более поздним дополнением. В этой теории не разъясняется могло ли строение использоваться в качестве врат или нет. Однако будучи расположенным на основной дороге в Куско, путешественники так или иначе должны были пересечь его. Врата Румиколька должны были обеспечить водоснабжение Пикильякты не перекрывая пути сообщения с Куско.